# リンドバーグ愛児誘拐事件

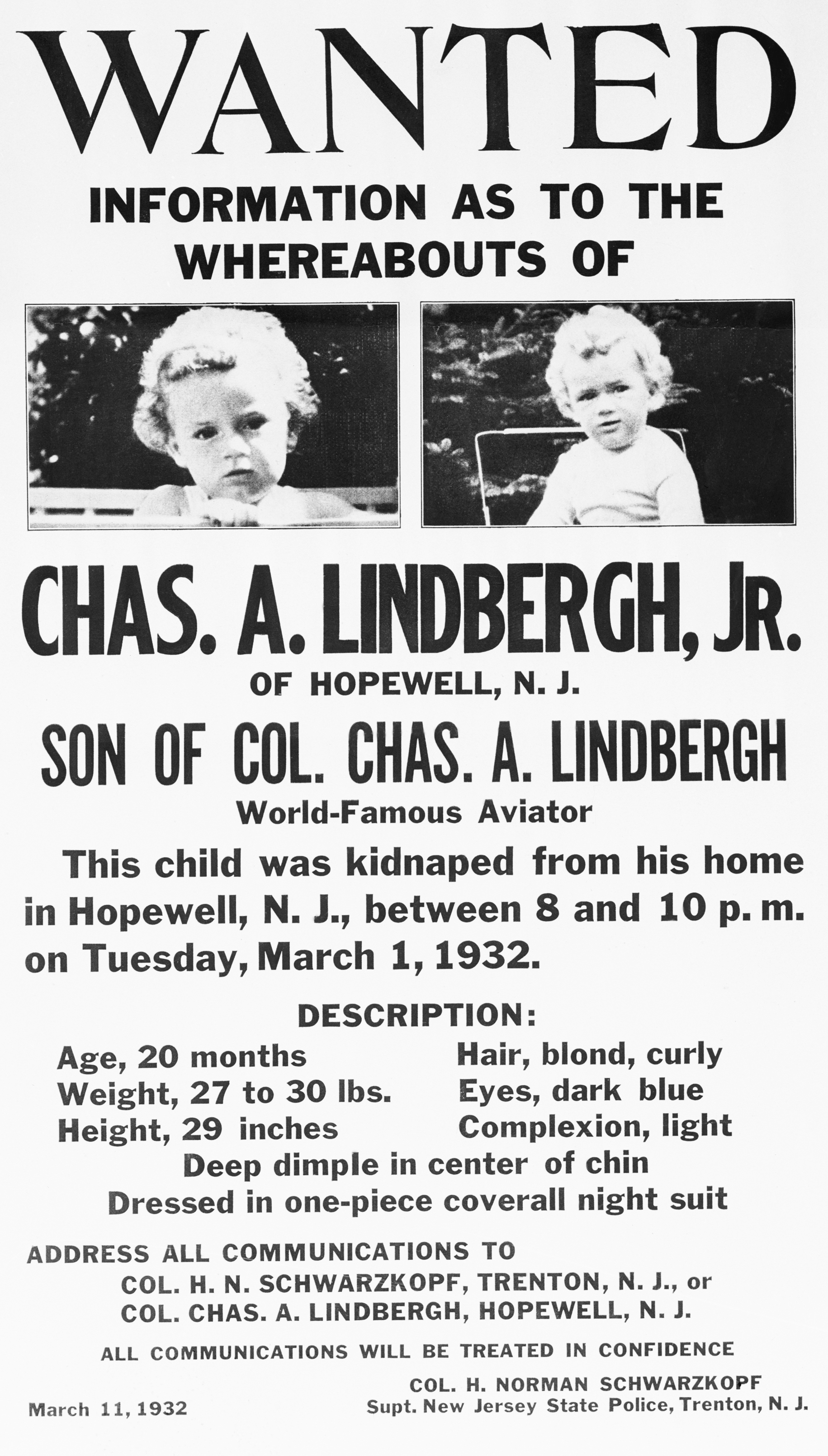
誘拐された子供についての情報を求めるポスター

リンドバーグ愛児誘拐事件（リンドバーグあいじゆうかいじけん）とは、1932年にアメリカ合衆国で起こった誘拐殺人事件。捜査によって犯人が特定されたものの冤罪説もある。

## 概要
1932年3月1日、初の大西洋単独無着陸飛行に成功したことで有名な飛行士チャールズ・リンドバーグの長男チャールズ・オーガスタス・リンドバーグ・ジュニア（当時1歳8か月）がニュージャージー州自宅から誘拐される。ベビーシッターが別室に移動したすきに三折の梯子を使ってベビーベッドで眠るジュニアを運び出したと見られた。現場には身代金5万ドルを要求する手紙が残されていた。10週間に及ぶ探索と誘拐犯人との身代金交渉をしたが、
同年5月12日、自宅から約5マイル離れた森の中で、トラック運転手により長男の白骨化した死体が発見された。
2年後、身代金の金券がガソリンスタンドで使用され、ドイツ系ユダヤ人移民のリチャード・ハウプトマンが浮かび上がった。彼の家には1万2千ドル以上の金券と拳銃が隠されており、これは仕事仲間のイシドア・フィッシュから預けられたものだと話していた。後にフィッシュはドイツで死亡していて、渡航の際に金券を使用している。リンドバーグが身代金を支払った後に、ハウプトマンは大工の仕事を辞めている。ハウプトマンが犯人として注目されると、目撃証言などが報告されている。なお、フィッシュとハウプトマンは詐欺を働いていた過去があった。
ハウプトマンは一貫して無罪を主張したが、1935年2月13日にフレミントン地方裁判所において死刑判決を受ける。控訴を行ったが却下された。物証が乏しいことや共犯の存在が明らかにされなかった事、冤罪説（後述）も浮上して「アメリカ犯罪史上かつてない不可解な事件」として議論を呼んだため、ニュージャージー州知事は数度の死刑執行延期を行ったが、1936年4月3日にニュージャージー刑務所内で電気椅子により死刑が執行された。彼は事件当日に仕事をしているというアリバイがあり、夜の9時に妻を迎えに行っているが、出勤簿などは裁判までに消失している。
この事件をきっかけに、複数州にまたがる誘拐犯行は連邦犯罪であり、自治体警察ではなく連邦捜査局管轄と定める「連邦誘拐法」（「リンドバーグ法」）が成立した。アガサ・クリスティの小説『オリエント急行の殺人』の主要なモチーフである誘拐事件は本事件を参考にしているとされる。

## 冤罪説

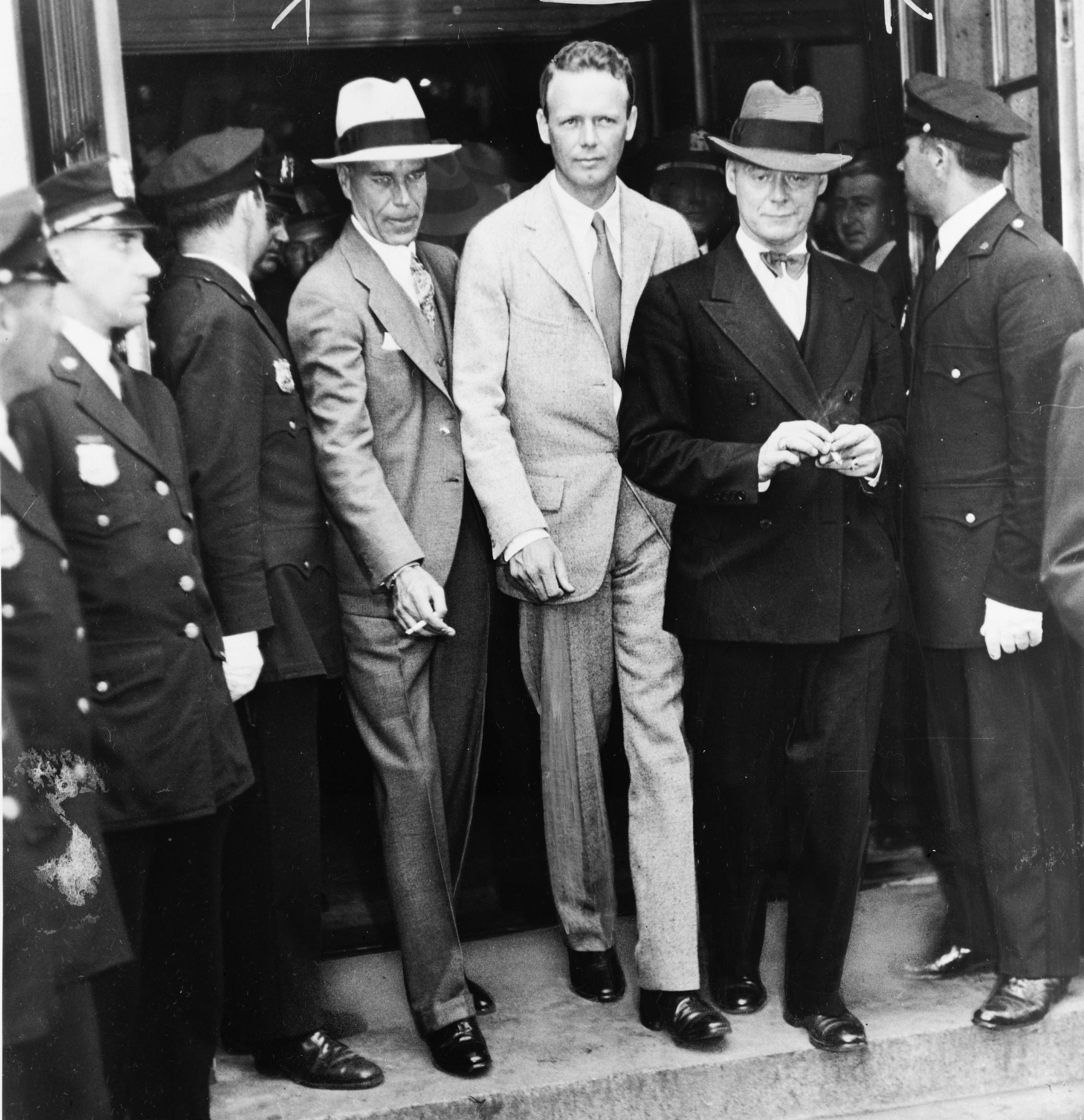
裁判所を出るリンドバーグ

ハウプトマンが単独で使用したと結論付けられた梯子は、1人では使用できないタイプだとする説がある。犯人が足をかけた時壊れたとされている梯子について当時検察側は、ハウプトマンが自分の家の屋根裏部屋の床から材料を切り取り自作したものと主張した。
ハウプトマン側は梯子の木材と屋根裏部屋の床の木材が一致しない事、大工だったハウプトマンが作成したにしては梯子の作りが稚拙である事を主張した。しかし検察側として出廷した合衆国林産物研究所の科学者であるアーサー・ケーラーは梯子の木材と屋根裏に残っていた板が同一であると証言している。特に梯子と板にあった釘穴が一致したのが大きく、冤罪というにはあまりに無理があるという見方が一般的である。ちなみに、身代金の受け渡し現場には2人いて、庭からもその足跡が発見されている。裁判において、裁判長はこの証拠品として申し立てられ続けた梯子を2度却下しており、3度目に認めている。
リンドバーグは「ジュニアのしつけのために何時間か彼を部屋に1人きりにする」という習慣があった。更に、ハウプトマンが侵入のために梯子をかけた場所は、リンドバーグの書斎のすぐ横であり、彼が気づかないのは不自然であるという主張、息子ジュニアの遺体を通常の土葬ではなくアメリカでは珍しい火葬することを希望し、その遺灰をすぐさま太平洋に撒いたことなどがこの説を補強している。
ハウプトマンが処刑された後、犯人から度々送られてきた『謎のマーク』が記された手紙が書かれたと思われる机の一部が家具屋から発見された。それには『ハウプトマンは事件とは無関係である』という内容の告白状が書かれていたという。また、『謎のマーク』は、机に空いている穴の形と一致している（ただし、このマークについては、ハウプトマンのイニシャル「BRH」のアルファベットを組み合わせたものだというのが現在のところは有力である）。マークの詳細については、2つの青い輪を組み合わせてはんこのように押され、組み合わせた真ん中に赤い円が描かれ、横一列に四角い穴があいたもの。この輪と穴が家具屋の机の一部分と一致した。
なお、自白すれば新聞社から9万ドルが支払われるという話もあり、証言者の中にも買収された老人がいて、不利な状況が作られていた。犯人逮捕後にも、身代金が使用されているのも確認されている。

## リンドバーグ関与説
後年、「自分は死んだはずのジュニアである」と名乗りを上げるロバート・アルジンジャーなる男性が現れた。そのアルジンジャーの証言によれば、彼の父フレッドは、リンドバーグ家の女性使用人で事件取調べ中に謎の服毒自殺を遂げたシャープ、そしてハウプトマンと交流があったとし、彼らが一緒に写っているとする写真を提示、更に「ロバートと父フレッド・母ナンシーの間には何らの血縁関係もない」とDNA鑑定で証明されているとしている。
それに加えて、ジュニアは耳が不自由であったが、ロバートもまた耳が不自由であり、生涯殆ど形の変化しない耳の形もそっくりであるという。ロバートが高齢になってきた近年では、晩年のリンドバーグと顔かたちが非常に良く似てきているとも主張している。
リンドバーグ関与説における殺害の原因としては、「リンドバーグには生前様々な悪質な奇行があったとされ、それが息子を死なせる何らかの原因となったのではないか」という推測、ならびに「妻アン・モローの父ドワイト・モローが、遺産の配当金年30万ドルの受取人をジュニアに指名していたため、遺産の配当金を欲したのだ」とするロバート自身の説が主張されている。実際にジュニアの死後、遺産の配当金はリンドバーグに向かった。ロバートは、「真実を知りたい」としてリンドバーグ家にDNA鑑定を申し入れているが、リンドバーグ家は拒否した。
夫以上に鋭敏な感性の持ち主であるアン・モロー・リンドバーグが長い期間にわたって重大な秘密について気づかない、または疑問を持たないまま夫婦生活を続けたとするのもまた不自然、とする意見もある。

## 関連書籍
- 中野五郎『世紀の犯罪 リンドバーグ事件』妙義出版、1956年
- ジョージ・ウォラー『誘拐 リンドバーグ事件の真相』井上勇（訳） 文芸春秋新社、1963年
- ルドヴィック・ケネディ『誰がリンドバーグの息子を殺したか』野中邦子（訳）文藝春秋、1995年
- グレゴリー・アールグレン、スティーブン・モニアー『リンドバーグの世紀の犯罪』井上健（訳）朝日新聞社、1996年
- 『米国の犯罪史 未解決事件』[要文献特定詳細情報]